# Крюково (Мышкинский район)
Крюково — деревня в Мышкинском районе Ярославской области России. 
В рамках организации местного самоуправления входит в Приволжское сельское поселение, в рамках административно-территориального устройства является центром Крюковского сельского округа.

## География
Расположена на берегу реки Сутка в 15 км на север от центра поселения села Шипилова и в 19 км на северо-запад от райцентра города Мышкин.

## История
В конце XIX — начале XX века деревня являлась центром Крюковской волости Мышкинского уезда Ярославской губернии.
С 1929 года деревня являлась центром Крюковского сельсовета Мышкинского района, с 2005 года — в составе Приволжского сельского поселения.

## Население
| 1859 | 2002 | 2007 | 2010 |
| ---- | ---- | ---- | ---- |
| 107  | ↘80  | ↗87  | ↘63  |

## Инфраструктура
В деревне имеются Крюковская основная общеобразовательная школа (образована в 1988 году), детский сад, дом культуры, фельдшерско-акушерский пункт, отделение почтовой связи.